# Urothemis
Urothemis é um género de libelinha da família Libellulidae.
Este género contém as seguintes espécies:
- Urothemis assignata
- Urothemis edwardsii
- Urothemis luciana
- Urothemis thomasi